# Autostrada A250 (Niemcy)
Autostrada A250 (niem. Bundesautobahn 250 (BAB 250) także Autobahn250 (A250)) – autostrada w Niemczech przebiegająca z zachodu na wschód łącząc Lüneburg z autostradami A1 i A7 na południe od Hamburga w Dolnej Saksonii.
W związku z planowanym przedłużeniem A39 do Hamburga, 3 listopada 2010 została zmieniona numeracja autostrady A250 na A39.